# 细齿乌饭
细齿乌饭（学名：Vaccinium serrulatum）为杜鹃花科越桔属下的一个种。

## 扩展阅读
- 維基物種上的相關：细齿乌饭